# گمینا روجنگتس
گمینا روجنگتس (به لهستانی:  Gmina Rudziniec) یک گمینا در لهستان است که در شهرستان گلیویتسه واقع شده‌است. گمینا روجنگتس ۱۶۰٫۳۹ کیلومتر مربع مساحت و ۱۰٬۶۴۴ نفر جمعیت دارد.